# Pilot Corporation

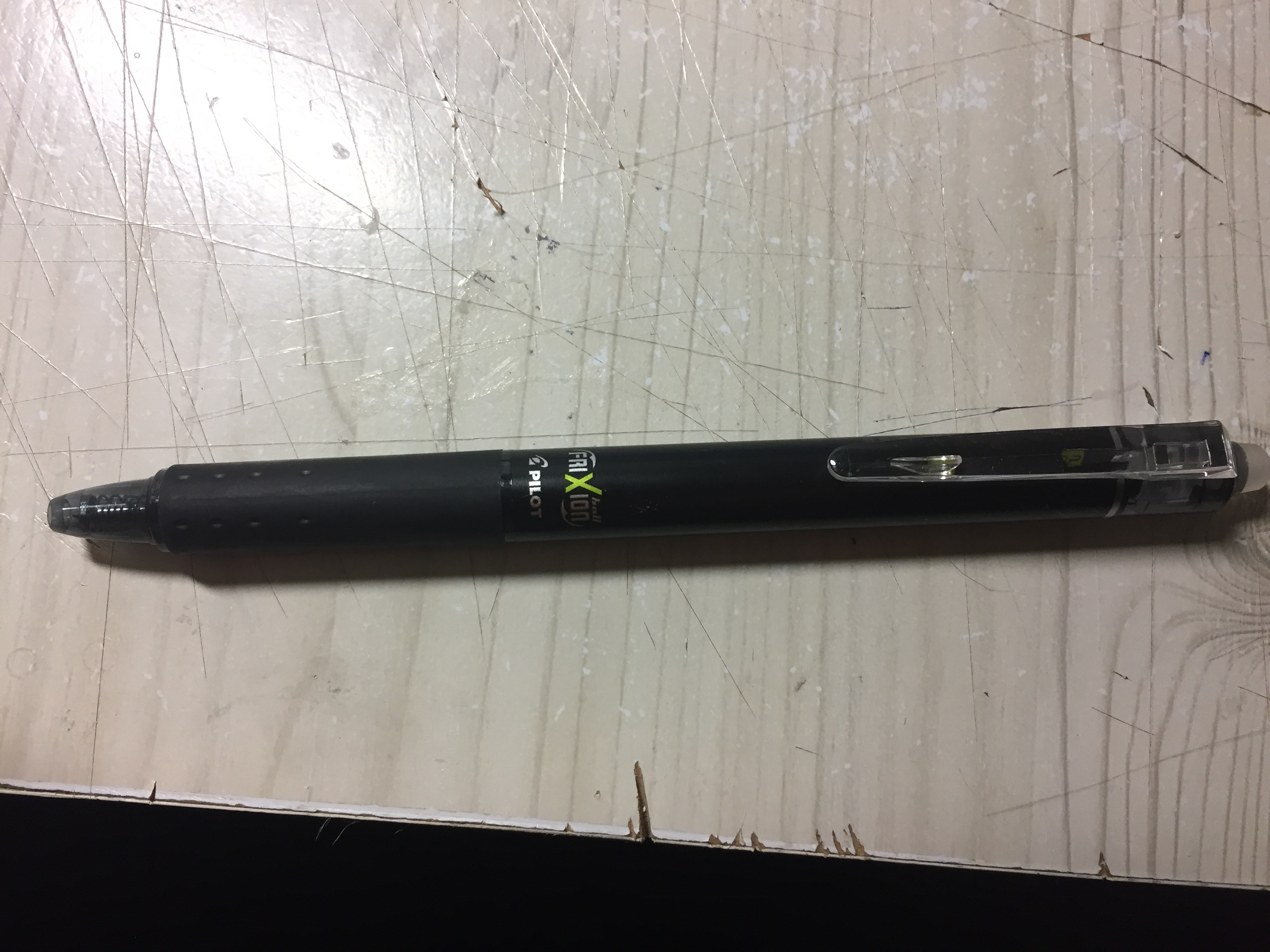
Кулькова ручка компанії Pilot Corporation

Pilot Corporation (яп. 株式会社パイロットコーポレーション) — японська компанія з виробництва письмового приладдя.

## Історія створення компанії
У 1918 році професор токійського Коледжу торгового судноплавства Рьосуке Намікі задумав удосконалити друкарські інструменти, якими йому, його студентам і колегам доводилося користуватися щодня. Створивши нову модель пір'яної ручки і уклавши партнерську угоду зі своїм колегою Масао Вадой, він утворив компанію «Виробнича компанія Namiķi». У 1926 році корпорація Namiķi вийшла на світовий ринок і відкрила свої відділення в Лондоні, Нью-Йорці, Шанхаї і Сінгапурі, а через рік пір'яні ручки перестали бути єдиною товарною позицією в асортименті компанії: в продаж були введені перші механічні олівці і чорнило власного виробництва. Опісля, в 1938 році, компанія була перейменована в «Pilot Pen», а потім у «Pilot Corporation». У 1950-ті роки PILOT відкриває регіональні компанії по всьому світу.